# نارخواجه چاری‌زاده
نارخواجه چاری‌زاده ((به تاجیکی: Норхоҷа Чоризода)؛ زاده ۲۸ اکتبر ۱۹۷۲ در ولایت کشک‌دریا)  که بیشتر با نام خواجه (Хоҷа) شناخته می‌شود، شاعر و فیلسوف تاجیک اهل ازبکستان است. او از سال ۲۰۰۵ عضو اتفاق نویسندگان تاجیکستان بوده‌است.

## کتاب‌ها
- پیامی از ژرفای سکوت Паёме аз жарфои сукут (۱۹۹۷)
- مجسمه عشق Муҷассамаи ишқ (۲۰۰۳)[۱]